# Goun (Burkina Faso)
Pour les articles homonymes, voir Goun.
Goun est une commune rurale située dans le département de Silly de la province de Sissili dans la région du Centre-Ouest au Burkina Faso.